# Incursiones vikingas en las Islas Baleares
Las incursiones vikingas en las Islas Baleares se produjeron a partir del siglo IX por la movilización hacia el Mediterráneo en busca de fortuna. En la península ibérica llegaron primero por Galicia y después de atacar las costas orientales, llegaron al archipiélago balear.

## Vikingos
Según el historiador Pere Xamena Fiol una escuadra de vikingos que atacaron las Baleares llegaron a despoblarlas por completo en 859. En su mayoría vikingos daneses, que saqueaban las tierras del centro y sur de Europa. Con el rey Carlos III de Francia, apodado "El Simple", consiguieron las tierras de Normandía para establecerse. Cambiaron de religión, se cristianizaron y pactaron alianzas con los principales reinos de Europa occidental. En 1018 un numeroso destacamento, en su mayoría descendientes de los escandinavos, operaban por el Mediterráneo comandados por Roger I de Tosny y atacaban a los sarracenos del Emirato de Daniyya y las Baleares.

## Normandos
En el año 1109, durante la cruzada noruega, se produjo un ataque noruego comandado por Sigurd el Cruzado que atacó Formentera, Ibiza, Menorca y Mallorca obteniendo grandes botines.